# 2MASS J03062684+1545137
2MASS J03062684+1545137 ist ein Brauner Zwerg im Sternbild Widder. Er wurde 2000 von J. Davy Kirkpatrick et al. entdeckt. Er gehört der Spektralklasse L6 an.